# Vi ses igen, Franziska!
Vi ses igen, Franziska! (tyska: Auf Wiedersehn, Franziska!) är en tysk dramafilm från 1941 i regi av Helmut Käutner. Många av de tyska filmer som producerades under NSDAPs maktinnehav i Tyskland på 1930-talet och 1940-talet innehöll mer eller mindre partipolitisk propaganda, och Käutner skonades inte. Han beordrades till filmens slutscen som propagerar stöd för tyska rikets krigföring. Käutner protesterade själv mot scenen genom att tydligt markera den med toning. Resten av filmen är tämligen opolitisk och har senare tillgängliggjorts utan propagandascenen.

## Handling
Michael arbetar som internationell pressfotograf och gifter sig med Franziska. Hans ständiga resande tär på förhållandet med henne, men Franziskas kärlek övervinner problemen. När Michaels vän och kollega Buck skadas svårt under ett uppdrag i Asien och sedan avlider bestämmer sig Michael för att återvända hem och vara med familjen. Men nu är det istället Franziska som ber Michael att lämna henne för att tjäna landet som soldat.

## Rollista
- Marianne Hoppe – Franziska Tiemann
- Hans Söhnker – Michael Reisiger
- Fritz Odemar – Prof. Tiemann
- Rudolf Fernau – Dr. Christoph Leitner
- Hermann Speelmans – Buck Standing
- Margot Hielscher – Helen
- Herbert Hübner – Ted Simmons
- Klaus Pohl – Pröckl